# Challenger de Sophia Antípolis 2017
El torneo Verrazzano Open 2017 es un torneo profesional de tenis. Pertenece al ATP Challenger Series 2017. Se disputó su 1ª edición sobre superficie dura, en Sophia Antípolis, Francia entre el 3 y el 9 de abril de 2017.

## Jugadores participantes del cuadro de individuales
| Favorito | País                    | Jugador                | Rank1 | Posición en el torneo |
| -------- | ----------------------- | ---------------------- | ----- | --------------------- |
| 1        | Bandera de Francia      | Benoît Paire           | 39    |                       |
| 2        | Bandera de España       | Nicolás Almagro        | 56    |                       |
| 3        | Bandera de España       | Guillermo García López | 90    |                       |
| 4        | Bandera del Reino Unido | Aljaž Bedene           | 94    |                       |
| 5        | Bandera de Francia      | Paul-Henri Mathieu     | 106   |                       |
| 6        | Bandera de Rumania      | Marius Copil           | 107   |                       |
| 7        | Bandera de Eslovaquia   | Norbert Gombos         | 113   |                       |
| 8        | Bandera de Bélgica      | Arthur De Greef        | 125   |                       |

- 1 Se ha tomado en cuenta el ranking del 20 de marzo de 2017.

### Otros participantes
Los siguientes jugadores recibieron una invitación (wild card), por lo tanto ingresan directamente al cuadro principal (WC):
- Benoît Paire
- Yshai Oliel
- Lukáš Rosol
- Stefanos Tsitsipas

Los siguientes jugadores ingresan al cuadro principal tras disputar el cuadro clasificatorio (Q):
- Mathias Bourgue
- Kimmer Coppejans
- Filip Krajinović
- Franko Škugor

Los siguientes jugadores ingresan al cuadro principal como exención especial (SE):
- Corentin Moutet

Los siguientes jugadores ingresan al cuadro principal como perdedores afortunados (LL):
- Maxime Janvier

## Campeones

### Individual masculino
- Aljaz Bedene derrotó en la final a  Benoît Paire, 6–2, 6–2

### Dobles masculino
- Tristan Lamasine /  Franko Škugor derrotaron en la final a  Uladzimir Ignatik /  Jozef Kovalík, 6–2, 6–2